# 데이비드 노턴

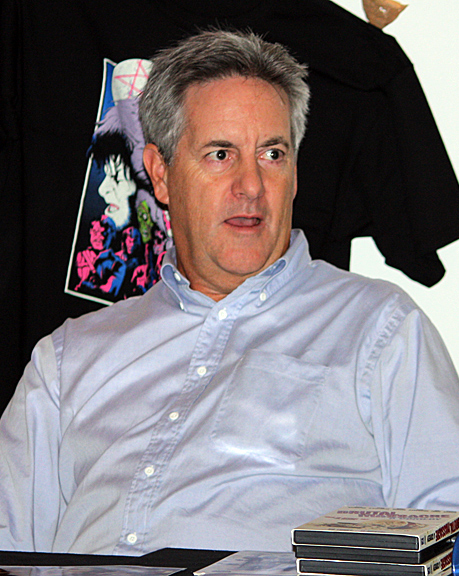

데이비드 노턴(David Naughton, 1951년 2월 13일 ~ )은 미국의 배우이다.
하트퍼드에서 태어났다.

## 영화
- 가디언스 오브 루나 (2014년)
- 어 싸우즌드 컷츠 (2012년) - 앨런 역
- 야만적 학살: 코미디 (2007년)
- 빅 배드 울프 (2006년)
- 어 크랙 인 더 플로어 (2001년)
- 저스티스 리그 (2001년)
- 플라잉 바이러스 (2001년)
- 어반 사파리 (1996년)
- 시빌 (1995년)
- 미러 미러 3 (1995년)
- 매드맨 (1995년)
- 캐러비언 킬 (1994년)
- 신기한 콩나무 (1994년)
- 보디 백 (1993년)
- 아미티빌 7 (1993년)
- 야생 선인장 (1993년)
- 위험한 노출 (1990년)
- 데저트 스틸 (1989년)
- 결혼의 조건 (1988년)
- 이별의 바캉스 (1986년)
- 데비를 찾아라 (1986년)
- 고독한 영웅 (1986년)
- 낫 포 퍼블리케이션 (1984년)
- 핫도그 (1984년)
- 세페레이트 웨이즈 (1981년)
- 런던의 늑대 인간 (1981년)
- 퀴즈 대소동 (1980년)